# Université de Chichester
L'université de Chichester est une université anglaise située dans le comté du Sussex de l'Ouest. Les campus se trouvent dans les villes de Chichester et de Bognor Regis.

## Historique
Cette université a été fondée en 1976 sous le nom de West Sussex Institute of Higher Education (Institut du West Sussex d'Éducation Supérieure) et est issue de la fusion du Bishop Otter College Chichester (du nom de William Otter, archevêque de Chichester) et du Bognor Regis College. Les diplômes étaient décernés par le Council for National Academic Awards et plus tard par l'université de Southampton. L'université a délivré ses propres diplômes à partir de 1999, elle était alors connue sous le nom de University College Chichester. Elle reçut son statut d'université à part entière en 2005.